# Hilal de Nador
Hilal Nador is een Marokkaanse voetbalclub, gevestigd in de stad Nador. De in 1956 opgerichte club komt uit in de GNFA 2 (Vierde divisie) en speelt zijn thuiswedstrijden in Stade Municipal de Nador. De traditionele uitrusting van Hilal Nador bestaat uit een groen en wit tenue.